# 馬白水
馬白水（1909年—2003年），本名馬士香，出生於中國遼寧省本溪縣山城溝，畫家與美術教育家。1948 年後定居台灣後任教長達27年，對戰後台灣水彩畫的教育與發展影響甚廣。1975年退休後移居美國。 2003年逝世。

## 生平事略
馬白水，1909年（清宣統元年）出生於中國遼寧，父親馬文驤，母親劉氏。遼寧省立師範學校美術兼音樂體育科畢業。:1曾先後任教於遼寧第五師範學校與第四師範學校，北平私立大成中學與知行中學，國立東北中山中學等校。中日戰爭後因學校遷址而輾轉遷徙，四處寫生。1947年出任上海英華彩色印刷廠廠長；1948年去職，專注於旅行寫生，遊歷京滬、蘇杭、揚州、太湖等地，並至台灣環島寫生。1949年在臺北中山堂光復廳舉行「馬白水旅行寫生畫展」。:53-55 1949年受聘於臺灣省立師範學院（今國立臺灣師範大學）教授水彩。:22-231953以個人名義在該校宿舍旁自建「白水畫室」招收學生，:55將水彩畫教學推廣及於學院之外，對1950年代至1970年代的臺灣水彩畫發展影響甚深。:68-691957年出版《水彩畫法圖解》成為臺灣水彩畫初學者的重要參考書。馬白水亦於國立臺灣藝術專科學校（今國立臺灣藝術大學）、中國文化學院（今中國文化大學）等校兼任教職，並曾擔任國立編譯館中小學美術教科書編輯委員及主任委員。:211975年退休後移居美國紐約，並旅遊美歐亞洲多地寫生及展覽，同時也維持與臺灣藝壇的聯繫。1990年，於臺灣省立美術館（今國立臺灣美術館）舉辦馬白水八十回顧展；1993年於該館舉辦「馬白水繪畫藝術研究展」。1999年於國立歷史博物館舉辦「彩墨千山 : 馬白水九十回顧展」，並將《太魯閣之美》24聯屏巨幅畫作捐贈該館，該作後被指定為國家重要文物。 1999年中風，2003年1月逝世。:158

## 藝術風格
馬白水的評論者常引用其創作自述作為討論其繪畫風格的基礎，依據他面對自然的態度，將創作分為三階段：從早期「描寫自然」的寫生再現，至中期「表現自然」的寫意表現，進而發展出晚期「創造自然」的風格擴展與創新。他的晚期作品在顏料、紙張、筆墨等媒材與美學理念上，試圖結合東方的水墨與西方的水彩，開闢「彩墨水彩繪畫」的新風格。:11,41-47:20-21

## 外部連結
- 【2020創價藝文】融匯中西．彩墨巨擘－馬白水110年回顧 （页面存档备份，存于）
- 中央廣播電台，席德進、馬白水《中西技藝交融》- 央廣x北美館「聲動美術館」(第三十集) （页面存档备份，存于）